# Bistrinci
Bistrinci är en ort i Kroatien.   Den ligger i länet Baranja, i den östra delen av landet, 190 km öster om huvudstaden Zagreb. Bistrinci ligger 93 meter över havet och antalet invånare är 1 686.
Terrängen runt Bistrinci är mycket platt. Runt Bistrinci är det ganska tätbefolkat, med 67 invånare per kvadratkilometer. Närmaste större samhälle är Belišće, 1,4 km söder om Bistrinci. Trakten runt Bistrinci består till största delen av jordbruksmark.